# ユールゴーデンスIF
ユールゴーデンス・イードロッツ・フレーニン (Djurgårdens Idrottsförening)、ユールゴーデンスIF (Djurgårdens IF) はスウェーデン・ストックホルムの総合スポーツクラブである。あだ名は Djurgår'n, DIFなど。1991年以降、各競技部門が高度に独立しながらも同一ブランドを共有する、緩やかな連合体「アリアンスフレーニン」として運営されている。 2025年時点で22部門を保有する。
創設は1891年3月12日、 ユールゴーデンにて約20人の若者によって結成された。スウェーデン全国大会の優勝回数が最も多いのは、ボクシング部門である。 特に人気が高い部門は、サッカー (ユールゴーデンスIFフットボール) とアイスホッケー (ユールゴーデン・ホッケー)。会長は、アンドレアス・フォン・デル・ヘイデ (Andreas von der Heide)。

## 部門一覧

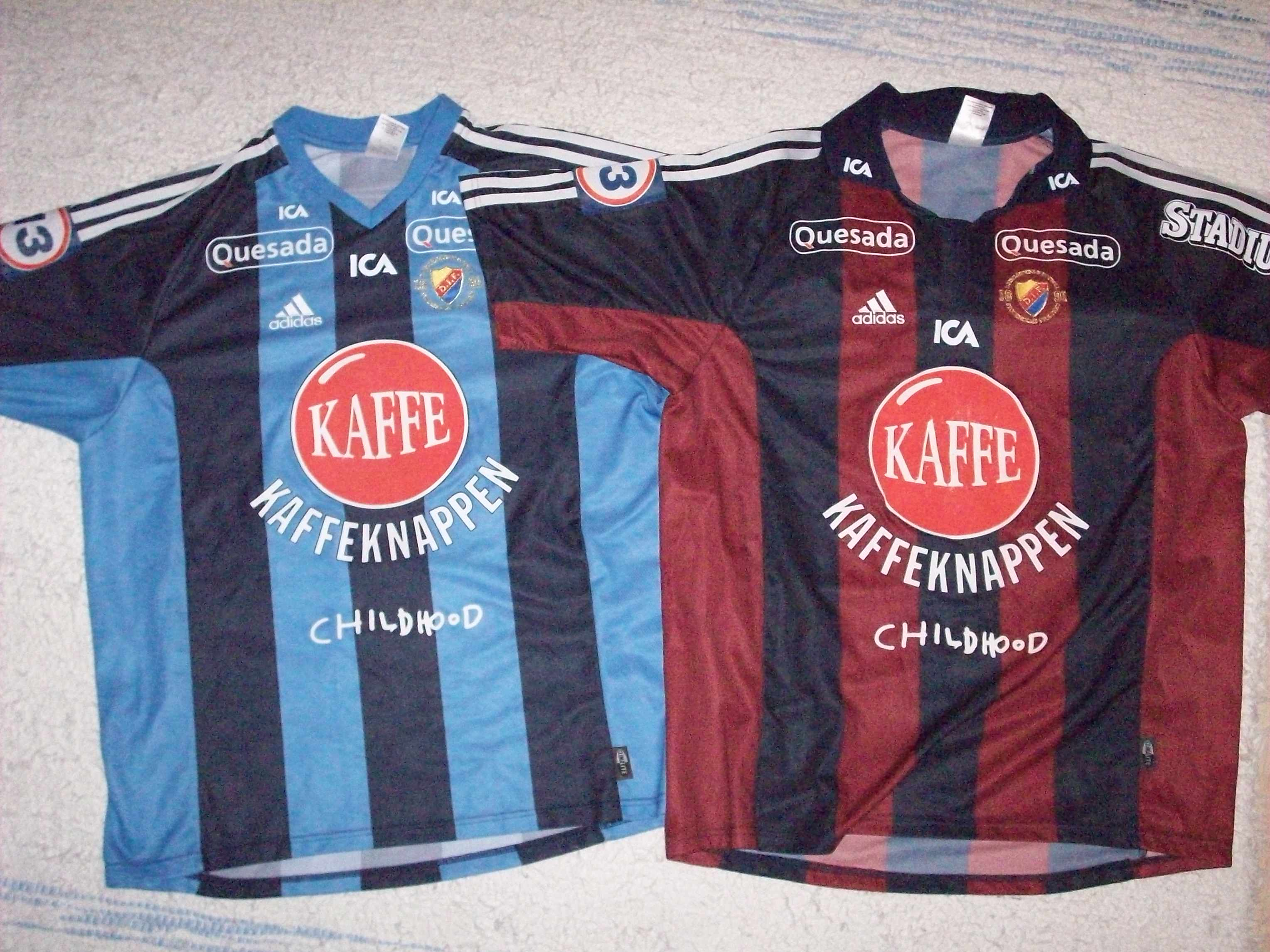
2002年・2003年シーズンのサッカー部門ユニフォーム

1991年からアリアンスフレーニン (同盟クラブ、同盟団体) として運営されているユールゴーデンスIFでは、各競技部門はそれぞれ一つのクラブとして独立採算や自己決定権が認められており、それでいて本体のエンブレム・カラーを共有している。以下は現在活動中の部門の一覧である。アリアンス・フレーニンとしては会員数がスウェーデンで最も多く、2020年には27127人を数えた。 ただし、そのうち17022人がサッカー部門の会員であった.
- アルペンスキー - ユールゴーデンスIF (アルペンスキー)（スウェーデン語版）
- アメリカンフットボール - ユールゴーデンスIFアメリカンスク・フットボール（スウェーデン語版）
- バンディ - ユールゴーデンスIF (バンディ)（スウェーデン語版）
- バスケットボール - ユールゴーデンスIF (バスケットボール)（スウェーデン語版）[9]

- 卓球 - ユールゴーデンスIF (卓球)（スウェーデン語版）
- ペタンク - ユールゴーデンスIF (ペタンク)（スウェーデン語版）
- ボウリング - ユールゴーデンスIF (ボウリング)（スウェーデン語版）
- ボクシング - ユールゴーデンスIF (ボクシング)（スウェーデン語版）
- レスリング - ユールゴーデンスIF (レスリング)（スウェーデン語版）
- クリケット - ユールゴーデンスIF (クリケット)（スウェーデン語版）
- 自転車競技 - ユールゴーデンスIFサイクリング（スウェーデン語版）
- 陸上競技 - ユールゴーデンスIF (陸上競技)（スウェーデン語版）
- サッカー
  - ユールゴーデンスIFダーム（スウェーデン語版）
  - ユールゴーデンスIFフットボール
  - ユールゴーデンスIF (障碍者サッカー)（スウェーデン語版）
- フットサル - ユールゴーデンスIFフットサル（スウェーデン語版）
- フェンシング - ユールゴーデンスIF (フェンシング)（スウェーデン語版）
- ゴルフ - ユールゴーデンスIF (ゴルフ)（スウェーデン語版）
- ハンドボール - ユールゴーデンスIFハンドボール（スウェーデン語版）
- 室内バンディ - ユールゴーデンスIF (室内バンディ)（スウェーデン語版）
- アイスホッケー
  - ユールゴーデンスIFホッケー（スウェーデン語版）
  - ユールゴーデン・ホッケー・ダーム（スウェーデン語版）
- コンバットスポーツ - ユールゴーデンスIF (コンバットスポーツ)（スウェーデン語版）
- フィギュアスケート - ユールゴーデンスIF (フィギュアスケート)（スウェーデン語版）
- オリエンテーリング - ユールゴーデンスIF (オリエンテーリング)（スウェーデン語版）
- ビーチサッカー - Djurgårdens IF Strandfotboll
- パデル - Djurgårdens IF Padel
- 学校スポーツ - ユールゴーデンスIFスコーリイードロット（スウェーデン語版）

消滅した部門では、20世紀前半にスキージャンプ部門が大きな成功を収めていた。